# Çaycuma

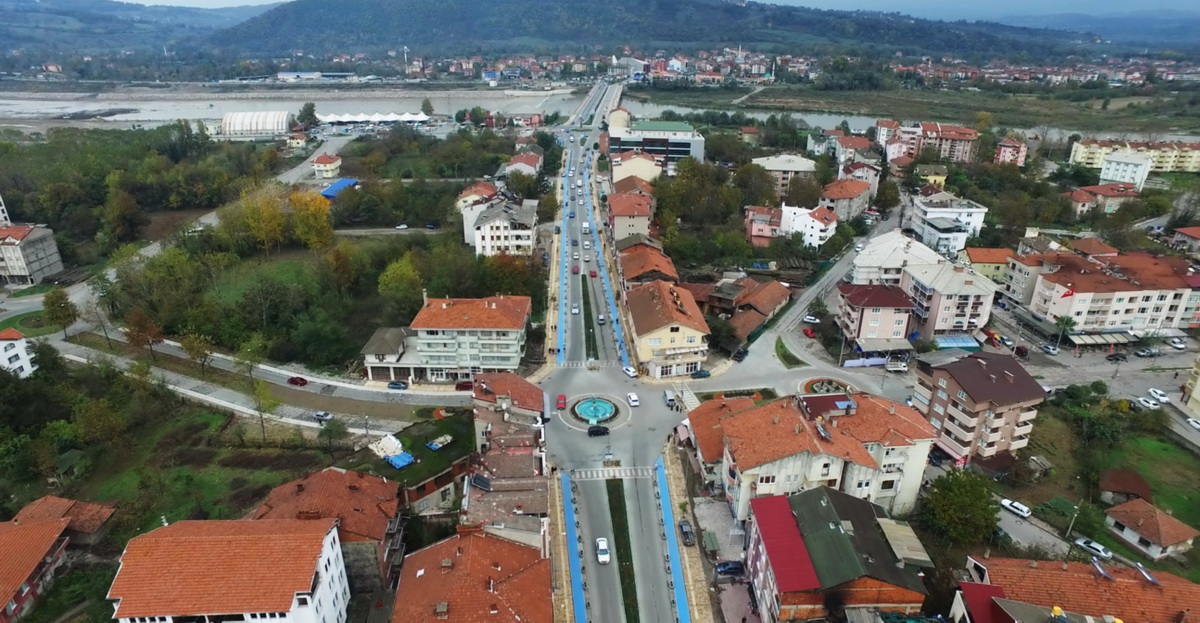
A view of Çaycuma (2016)

Çaycuma là một huyện thuộc tỉnh Zonguldak, Thổ Nhĩ Kỳ. Huyện có diện tích 392 km² và dân số thời điểm năm 2007 là 96850 người, mật độ 247 người/km².